# Cruzeiro real
O cruzeiro real (CR$) foi o padrão monetário no Brasil entre 1 de agosto de 1993 a 30 de junho de 1994, quando foi substituído pelo Real, a atual moeda oficial brasileira.
As altas taxas de inflação que marcaram a vigência do terceiro cruzeiro entre os anos de 1990 de 1993 fizeram com que os preços dos produtos de consumo cotidiano fossem expressos em milhares de cruzeiros e os salários fossem contabilizados em milhões de cruzeiros, sendo que isto levou o governo Itamar Franco a editar, em 28 de julho de 1993, a Medida Provisória 336 e convertida posteriormente em 27 de agosto para a Lei 8 697, que criou o cruzeiro real, equivalente a mil cruzeiros. Apesar de haver projeto nesse sentido na medida provisória, não foram emitidas moedas com valores em centavos nesta moeda, sendo que se consideravam como centavos as cédulas e moedas do padrão anterior então circulantes na razão de 10 "cruzeiros" por centavo sempre que as mesmas fossem correspondentes a cifras inferiores a 1000 cruzeiros.
O código ISO 4217 desta moeda era BRR.

## Moedas

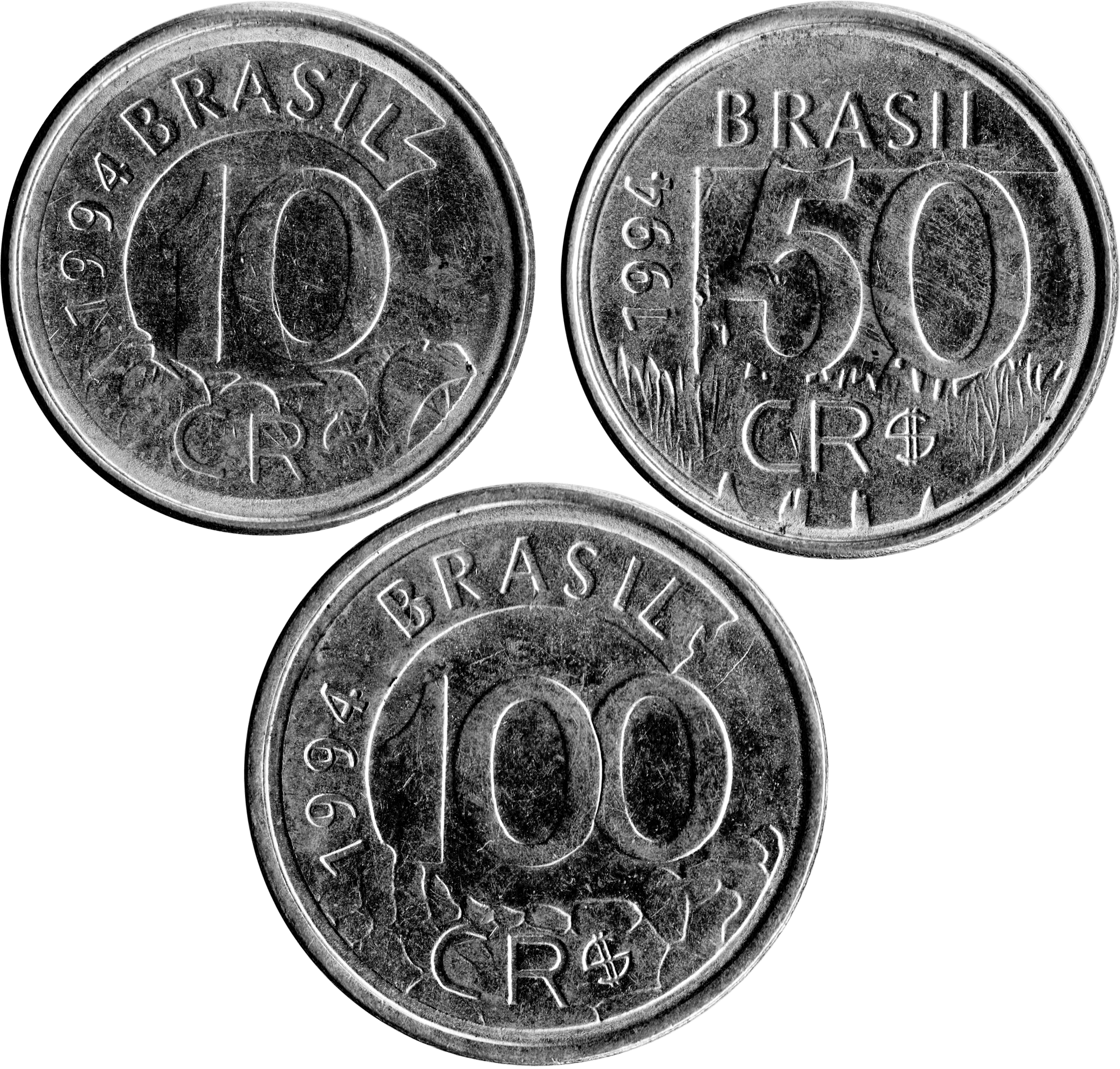
Moedas de CR$ 10, CR$ 50 e CR$ 100.

Em substituição às cédulas mais antigas do padrão anterior, foram lançadas inicialmente as moedas de 5 e 10 cruzeiros reais, e mais adiante foram lançadas também as moedas de 50 e 100 cruzeiros reais.
O nome "cruzeiro real" não aparece nas moedas; ele foi substituído pelo símbolo CR$. No anverso (ou "cara"), as moedas possuem figuras de animais ameaçados de extinção, a exemplo das moedas de 100, 500 e 1000 cruzeiros do padrão anterior.
| Valor  | Reverso | Anverso | Descrição                    |
| ------ | ------- | ------- | ---------------------------- |
| CR$5   |         |         | Retrata araras               |
| CR$10  |         |         | Retrata um tamanduá-bandeira |
| CR$50  |         |         | Retrata onças-pintadas       |
| CR$100 |         |         | Retrata um lobo-guará        |

## Recolhimento
Em 1994, todas as cédulas e moedas desse padrão foram recolhidas na troca pelas novas cédulas do padrão Real, que entrou em circulação em 1 de julho daquele ano. As cédulas e moedas do cruzeiro real, assim como boa parte dos valores ainda em circulação do cruzeiro, padrão monetário que o precedeu, perderam seu valor legal em 15 de setembro de 1994.